# Alex Ahrendtsen
Alex Ahrendtsen (født 14. februar 1967) er en dansk politiker, oversætter, forfatter og forlægger. Han blev valgt til Odense Byråd i november 2005 og var viceborgmester i perioden 2006-2009. I 2011 blev han valgt til Folketinget for Dansk Folkeparti.

## Baggrund
Ahrendtsen blev født den 14. februar 1967 i Kolding som søn af tømrer og entreprenørformand Henning Ahrendtsen og korrespondent Marianne Ahrendtsen.
Han er cand.mag. i dansk, litteratur, religion og oldgræsk fra Odense Universitet i 1989-1996.

## Forlægger og forfatter
Alex Ahrendtsen stiftede Forlaget Lysias i 2002. Forlaget fungerer primært som underleverandør til andre forlag i Danmark og udlandet. Alex Ahrendtsen udfører selv opgaver inden for forlagsgrafik, oversættelse, redaktion og korrektur.[kilde mangler]
Som forfatter og udgiver har Alex Ahrendtsen udgivet seks bøger:
- Indsigt eller fordom: Missionen i litteraturen fra Aakjær til Høeg. Lohse, 1997, ISBN 87-564-5432-5
- Martin A. Hansen og Indre Mission (af Martin A. Hansen). Odense Universitetsforlag, 1997, ISBN 87-7838-325-0
- Den danske ligevægt. Frihedsbrevet, 2002
- Danmark: Fortællinger ved kornmod. Lysias, 2003, ISBN 87-989198-0-6
- Når danskere bøjer af: Islamiseringen af Odense. Trykkefrihedsselskabets Bibliotek, 2009, ISBN 978-87-92417-16-9
- Rindal. Kampen mod kultureliten og velfærdsstaten. Grønningen 1, 2023, ISBN 978-87-73391-86-0

Især Når danskere bøjer af: Islamiseringen af Odense fik stor opmærksomhed ved udgivelsen. Politikeren Naser Khader kaldte i sin anmeldelse bogen "en hybrid mellem en politisk selvbiografi, nogle personlige erindringer – og en debatbog om islamiseringen i den fynske hovedstad". Khader fremhæver Ahrendtsens villighed til at bringe emnet islamisering til diskussion som bogens styrke, mens fremstillingens svaghed er forfatterens manglende sondring mellem muslimer og islamister eller fundamentalister.
Bogen blev anmeldt godt i bl.a. Jyllands-Posten, hvor Denis Nørmark gav den fire stjerner med følgende konklusion: "Det er ikke en bog, der vil gøre den i forvejen kontroversielle viceborgmester mere populær blandt de navngivne byrådsmedlemmer, journalister, embedsmænd og kulturfolk, der hænges til tørre undervejs, men det er en bog, som netop de burde læse."
Ahrendtsen blev i 2021 slået til Ridder af Dannebrog.

## Politisk karriere
Ahrendtsen meldte sig ind i Dansk Folkeparti i 1998.
Som politiker beskriver Alex Ahrendtsen sig i bogen Når danskere bøjer af: Islamiseringen af Odense som "følelsesstyret", hvilket ifølge Naser Khader "unægteligt danner associationer til Geert Wilders' svulstige ordvalg og bastante udmeldinger om Islam".
Ved kommunalvalget i november 2005 opnåede Alex Ahrendtsen 1.441 personlige stemmer, hvilket sikrede ham en nøgleposition i de afgørende forhandlinger på valgnatten. Resultatet blev, at Alex Ahrendtsen pegede på den konservative kandidat Jan Boye som ny borgmester, mens han selv blev viceborgmester på borgerlige stemmer. Dermed gennemførtes et "systemskifte" i Odense Kommune efter 68 års socialdemokratisk styre i byen.[kilde mangler]
Ved kommunalvalget den 17. november 2009 opnåede Alex Ahrendtsen 2.444 personlige stemmer og fik følge i byrådet af endnu en kandidat fra Dansk Folkeparti, Pernille Bendixen.
Ved Folketingsvalget den 15. september 2011 opnåede Alex Ahrendtsen valg til Folketinget med 2.462 personlige stemmer. Under valgkampen lagde Alex Ahrendtsen en meget omdiskuteret valgvideo på nettet, hvor en ældre dame bliver overfaldet af en indvandrer i Vollsmose. Bl.a. kaldte
den konservative folketingskandidat, Vivi Kier, valgvideoen for usmagelig.
Ahrendtsen blev genvalgt til Folketinget ved valget i 2015 med 4.996 personlige stemmer og igen ved valget i 2019 med 2.656.

## Politiske poster
- Medlem af Demokratikommissionen, 2019-2020
- Formand for Odense Teater, 2017-2020
- Folketingsmedlem. Kultur- og skoleordfører, 2015-
- Folketingsmedlem. Kultur- og undervisningsordfører, 2011-2015
- Byrådsmedlem, Børn- og ungeudvalget, Odense Byråd, 2016-2017
- Byrådsmedlem, By- og kulturudvalget, Odense Byråd, 2014-2016
- Byrådsmedlem, Ældre- og Handicapudvalget, Odense Byråd, 2010-2013
- Næstformand, Vandcenter Syd, Odense Kommune 2010-2013
- Byrådsmedlem, Børn- og Ungeudvalget, Odense Byråd, 2006-2009
- Viceborgmester, Odense Byråd, 2006-2009
- Bestyrelsesmedlem af Odense Bys Kunstfond, 2006-2009
- Bestyrelsesmedlem af Odense Kommunes Bevillingsnævn, 2006-2009
- Bestyrelsesmedlem af Odense Handicapråd, 2006-2009
- Rådsmedlem af DCISM, Danish Centre for International Studies and Human Rights 2003
- Amtsformand på Fyn for Dansk Folkeparti 2002-2004